# Top League (2005/2006)
Top League 2005/2006 – trzecia edycja Top League, najwyższego poziomu rozgrywek w rugby union w Japonii. Organizowane przez Japan Rugby Football Union zawody odbyły się w dniach 17 września 2005 – 9 stycznia 2006 roku, a tytułu bronił zespół Toshiba Brave Lupus.
Zawody zostały rozegrane systemem kołowym w ramach jednej grupy w dwunastozespołowej obsadzie. Mistrzem kraju została drużyna Toshiba Brave Lupus. Najlepsza ósemka sezonu zagrała następnie o Microsoft Cup, gdzie również triumfowali zawodnicy Toshiba Brave Lupus. Najwięcej punktów w zawodach zdobył Keiji Hirose reprezentujący zespół Toyota Verblitz, a w klasyfikacji przyłożeń ex aequo zwyciężyli Damian McInally i Sene Ta'ala. Za MVP sezonu został uznany Goshi Tachikawa, analogiczne wyróżnienie w Microsoft Cup otrzymał Scott McLeod.

## Faza grupowa
| 17 września 200513:02 | Toshiba Brave Lupus | 24:9(12:9) | Kobelco Steelers | Chichibunomiya Rugby Stadium, Tokio Widzów: 9 724 |
| 17 września 200513:02 |                     | 24:9(12:9) |                  | Chichibunomiya Rugby Stadium, Tokio Widzów: 9 724 |

| 17 września 200515:08 | Kubota Spears | 17:30(0:20) | Yamaha Júbilo | Chichibunomiya Rugby Stadium, Tokio Widzów: 10 926 |
| 17 września 200515:08 |               | 17:30(0:20) |               | Chichibunomiya Rugby Stadium, Tokio Widzów: 10 926 |

| 17 września 200515:00 | Toyota Verblitz | 14:18(6:3) | Suntory Sungoliath | Kintetsu Hanazono Rugby Stadium, Higashiōsaka Widzów: 2 850 |
| 17 września 200515:00 |                 | 14:18(6:3) |                    | Kintetsu Hanazono Rugby Stadium, Higashiōsaka Widzów: 2 850 |

| 18 września 200513:00 | World Fighting Bull | 18:13(15:3) | Secom Rugguts | Kintetsu Hanazono Rugby Stadium, Higashiōsaka Widzów: 3 841 |
| 18 września 200513:00 |                     | 18:13(15:3) |               | Kintetsu Hanazono Rugby Stadium, Higashiōsaka Widzów: 3 841 |

| 18 września 200515:00 | NEC Green Rockets | 21:31(10:9) | Sanyo Wild Knights | Kintetsu Hanazono Rugby Stadium, Higashiōsaka Widzów: 5 436 |
| 18 września 200515:00 |                   | 21:31(10:9) |                    | Kintetsu Hanazono Rugby Stadium, Higashiōsaka Widzów: 5 436 |

| 18 września 200519:02 | Fukuoka Sanix Blues | 3:20(3:8) | Ricoh Black Rams | Level-5 Stadium, Fukuoka Widzów: 3 000 |
| 18 września 200519:02 |                     | 3:20(3:8) |                  | Level-5 Stadium, Fukuoka Widzów: 3 000 |

| 23 września 200515:02 | Kobelco Steelers | 7:28(7:21) | Kubota Spears | Kintetsu Hanazono Rugby Stadium, Higashiōsaka Widzów: 4 652 |
| 23 września 200515:02 |                  | 7:28(7:21) |               | Kintetsu Hanazono Rugby Stadium, Higashiōsaka Widzów: 4 652 |

| 24 września 200513:00 | Toshiba Brave Lupus | 67:24(31:12) | Fukuoka Sanix Blues | Kintetsu Hanazono Rugby Stadium, Higashiōsaka Widzów: 2 456 |
| 24 września 200513:00 |                     | 67:24(31:12) |                     | Kintetsu Hanazono Rugby Stadium, Higashiōsaka Widzów: 2 456 |

| 24 września 200515:03 | Sanyo Wild Knights | 25:10(13:0) | Suntory Sungoliath | Chichibunomiya Rugby Stadium, Tokio Widzów: 3 367 |
| 24 września 200515:03 |                    | 25:10(13:0) |                    | Chichibunomiya Rugby Stadium, Tokio Widzów: 3 367 |

| 24 września 200515:00 | World Fighting Bull | 25:28(10:14) | Toyota Verblitz | Kintetsu Hanazono Rugby Stadium, Higashiōsaka Widzów: 3 174 |
| 24 września 200515:00 |                     | 25:28(10:14) |                 | Kintetsu Hanazono Rugby Stadium, Higashiōsaka Widzów: 3 174 |

| 25 września 200515:02 | Ricoh Black Rams | 3:24(3:17) | NEC Green Rockets | Chichibunomiya Rugby Stadium, Tokio Widzów: 2 277 |
| 25 września 200515:02 |                  | 3:24(3:17) |                   | Chichibunomiya Rugby Stadium, Tokio Widzów: 2 277 |

| 25 września 200518:00 | Yamaha Júbilo | 57:14(21:14) | Secom Rugguts | Yamaha Stadium, Iwata Widzów: 2 653 |
| 25 września 200518:00 |               | 57:14(21:14) |               | Yamaha Stadium, Iwata Widzów: 2 653 |

| 1 października 200512:00 | Toyota Verblitz | 82:21(40:0) | Fukuoka Sanix Blues | Kintetsu Hanazono Rugby Stadium, Higashiōsaka Widzów: 2 009 |
| 1 października 200512:00 |                 | 82:21(40:0) |                     | Kintetsu Hanazono Rugby Stadium, Higashiōsaka Widzów: 2 009 |

| 1 października 200514:00 | Toshiba Brave Lupus | 73:3(26:3) | Secom Rugguts | Chichibunomiya Rugby Stadium, Tokio Widzów: 2 247 |
| 1 października 200514:00 |                     | 73:3(26:3) |               | Chichibunomiya Rugby Stadium, Tokio Widzów: 2 247 |

| 1 października 200514:00 | World Fighting Bull | 6:27(3:12) | NEC Green Rockets | Kintetsu Hanazono Rugby Stadium, Higashiōsaka Widzów: 2 593 |
| 1 października 200514:00 |                     | 6:27(3:12) |                   | Kintetsu Hanazono Rugby Stadium, Higashiōsaka Widzów: 2 593 |

| 2 października 200512:58 | Yamaha Júbilo | 6:9(6:0) | Ricoh Black Rams | Yamaha Stadium, Iwata Widzów: 3 057 |
| 2 października 200512:58 |               | 6:9(6:0) |                  | Yamaha Stadium, Iwata Widzów: 3 057 |

| 8 października 200514:01 | Suntory Sungoliath | 18:23(8:6) | Kobelco Steelers | Chichibunomiya Rugby Stadium, Tokio Widzów: 4 446 |
| 8 października 200514:01 |                    | 18:23(8:6) |                  | Chichibunomiya Rugby Stadium, Tokio Widzów: 4 446 |

| 8 października 200514:01 | Yamaha Júbilo | 3:6(3:0) | World Fighting Bull | Kintetsu Hanazono Rugby Stadium, Higashiōsaka Widzów: 1 018 |
| 8 października 200514:01 |               | 3:6(3:0) |                     | Kintetsu Hanazono Rugby Stadium, Higashiōsaka Widzów: 1 018 |

| 9 października 200514:01 | Toshiba Brave Lupus | 31:10(12:10) | Ricoh Black Rams | Chichibunomiya Rugby Stadium, Tokio Widzów: 2 216 |
| 9 października 200514:01 |                     | 31:10(12:10) |                  | Chichibunomiya Rugby Stadium, Tokio Widzów: 2 216 |

| 9 października 200514:03 | Kubota Spears | 33:48(26:17) | Sanyo Wild Knights | Toyota Stadium, Toyota Widzów: 4 872 |
| 9 października 200514:03 |               | 33:48(26:17) |                    | Toyota Stadium, Toyota Widzów: 4 872 |

| 15 października 200514:01 | Sanyo Wild Knights | 62:14(43:7) | Fukuoka Sanix Blues | Chichibunomiya Rugby Stadium, Tokio Widzów: 1 914 |
| 15 października 200514:01 |                    | 62:14(43:7) |                     | Chichibunomiya Rugby Stadium, Tokio Widzów: 1 914 |

| 16 października 200513:03 | Secom Rugguts | 28:43(10:15) | Suntory Sungoliath | Yurtec Stadium Sendai, Sendai Widzów: 2 858 |
| 16 października 200513:03 |               | 28:43(10:15) |                    | Yurtec Stadium Sendai, Sendai Widzów: 2 858 |

| 16 października 200513:03 | Kubota Spears | 17:27(14:6) | NEC Green Rockets | Kashiwanoha Park Stadium, Kashiwa Widzów: 1 580 |
| 16 października 200513:03 |               | 17:27(14:6) |                   | Kashiwanoha Park Stadium, Kashiwa Widzów: 1 580 |

| 16 października 200513:00 | Toyota Verblitz | 23:27(17:10) | Kobelco Steelers | Mizuho Rugby Stadium, Nagoja Widzów: 6 300 |
| 16 października 200513:00 |                 | 23:27(17:10) |                  | Mizuho Rugby Stadium, Nagoja Widzów: 6 300 |

| 22 października 200512:01 | Kubota Spears | 10:10(0:0) | World Fighting Bull | Chichibunomiya Rugby Stadium, Tokio Widzów: 1 882 |
| 22 października 200512:01 |               | 10:10(0:0) |                     | Chichibunomiya Rugby Stadium, Tokio Widzów: 1 882 |

| 22 października 200513:00 | Sanyo Wild Knights | 51:32(24:10) | Toshiba Brave Lupus | Otashi Sports Park, Ōta Widzów: 6 517 |
| 22 października 200513:00 |                    | 51:32(24:10) |                     | Otashi Sports Park, Ōta Widzów: 6 517 |

| 22 października 200514:01 | NEC Green Rockets | 31:16(7:13) | Secom Rugguts | Chichibunomiya Rugby Stadium, Tokio Widzów: 2 772 |
| 22 października 200514:01 |                   | 31:16(7:13) |               | Chichibunomiya Rugby Stadium, Tokio Widzów: 2 772 |

| 23 października 200512:00 | Kobelco Steelers | 55:10(27:10) | Fukuoka Sanix Blues | Kintetsu Hanazono Rugby Stadium, Higashiōsaka Widzów: 4 425 |
| 23 października 200512:00 |                  | 55:10(27:10) |                     | Kintetsu Hanazono Rugby Stadium, Higashiōsaka Widzów: 4 425 |

| 23 października 200513:00 | Toyota Verblitz | 62:7(31:0) | Ricoh Black Rams | Mizuho Rugby Stadium, Nagoja Widzów: 2 850 |
| 23 października 200513:00 |                 | 62:7(31:0) |                  | Mizuho Rugby Stadium, Nagoja Widzów: 2 850 |

| 23 października 200514:00 | Yamaha Júbilo | 57:31(36:0) | Suntory Sungoliath | Kintetsu Hanazono Rugby Stadium, Higashiōsaka Widzów: 4 734 |
| 23 października 200514:00 |               | 57:31(36:0) |                    | Kintetsu Hanazono Rugby Stadium, Higashiōsaka Widzów: 4 734 |

| 29 października 200512:01 | Sanyo Wild Knights | 58:15(23:3) | Ricoh Black Rams | Chichibunomiya Rugby Stadium, Tokio Widzów: 3 228 |
| 29 października 200512:01 |                    | 58:15(23:3) |                  | Chichibunomiya Rugby Stadium, Tokio Widzów: 3 228 |

| 29 października 200512:00 | Suntory Sungoliath | 31:18(14:11) | Kubota Spears | Nippatsu Mitsuzawa Stadium, Jokohama Widzów: 2 204 |
| 29 października 200512:00 |                    | 31:18(14:11) |               | Nippatsu Mitsuzawa Stadium, Jokohama Widzów: 2 204 |

| 29 października 200514:01 | Secom Rugguts | 28:59(7:31) | Toyota Verblitz | Chichibunomiya Rugby Stadium, Tokio Widzów: 3 830 |
| 29 października 200514:01 |               | 28:59(7:31) |                 | Chichibunomiya Rugby Stadium, Tokio Widzów: 3 830 |

| 29 października 200514:00 | Toshiba Brave Lupus | 24:13(12:6) | World Fighting Bull | Nippatsu Mitsuzawa Stadium, Jokohama Widzów: 2 204 |
| 29 października 200514:00 |                     | 24:13(12:6) |                     | Nippatsu Mitsuzawa Stadium, Jokohama Widzów: 2 204 |

| 29 października 200514:01 | Kobelco Steelers | 8:10(3:5) | NEC Green Rockets | Kintetsu Hanazono Rugby Stadium, Higashiōsaka Widzów: 2 352 |
| 29 października 200514:01 |                  | 8:10(3:5) |                   | Kintetsu Hanazono Rugby Stadium, Higashiōsaka Widzów: 2 352 |

| 30 października 200513:00 | Fukuoka Sanix Blues | 14:52(7:26) | Yamaha Júbilo | Level-5 Stadium, Fukuoka Widzów: 2 226 |
| 30 października 200513:00 |                     | 14:52(7:26) |               | Level-5 Stadium, Fukuoka Widzów: 2 226 |

| 3 grudnia 200512:02 | NEC Green Rockets | 17:13(17:5) | Suntory Sungoliath | Chichibunomiya Rugby Stadium, Tokio Widzów: 5 444 |
| 3 grudnia 200512:02 |                   | 17:13(17:5) |                    | Chichibunomiya Rugby Stadium, Tokio Widzów: 5 444 |

| 3 grudnia 200514:01 | Toshiba Brave Lupus | 26:13(7:3) | Yamaha Júbilo | Chichibunomiya Rugby Stadium, Tokio Widzów: 6 469 |
| 3 grudnia 200514:01 |                     | 26:13(7:3) |               | Chichibunomiya Rugby Stadium, Tokio Widzów: 6 469 |

| 4 grudnia 200512:00 | Toyota Verblitz | 47:24(17:10) | Kubota Spears | Kintetsu Hanazono Rugby Stadium, Higashiōsaka Widzów: 4 063 |
| 4 grudnia 200512:00 |                 | 47:24(17:10) |               | Kintetsu Hanazono Rugby Stadium, Higashiōsaka Widzów: 4 063 |

| 4 grudnia 200513:00 | Fukuoka Sanix Blues | 5:11(0:8) | World Fighting Bull | Global Arena, Munakata Widzów: 800 |
| 4 grudnia 200513:00 |                     | 5:11(0:8) |                     | Global Arena, Munakata Widzów: 800 |

| 4 grudnia 200513:01 | Ricoh Black Rams | 29:35(15:14) | Secom Rugguts | Kumagaya Rugby Ground, Kumagaya Widzów: 252 |
| 4 grudnia 200513:01 |                  | 29:35(15:14) |               | Kumagaya Rugby Ground, Kumagaya Widzów: 252 |

| 4 grudnia 200514:00 | Kobelco Steelers | 20:34(13:10) | Sanyo Wild Knights | Kintetsu Hanazono Rugby Stadium, Higashiōsaka Widzów: 5 512 |
| 4 grudnia 200514:00 |                  | 20:34(13:10) |                    | Kintetsu Hanazono Rugby Stadium, Higashiōsaka Widzów: 5 512 |

| 10 grudnia 200512:00 | Toshiba Brave Lupus | 49:17(28:7) | Kubota Spears | Chichibunomiya Rugby Stadium, Tokio Widzów: 3 814 |
| 10 grudnia 200512:00 |                     | 49:17(28:7) |               | Chichibunomiya Rugby Stadium, Tokio Widzów: 3 814 |

| 10 grudnia 200514:02 | NEC Green Rockets | 16:10(8:3) | Yamaha Júbilo | Chichibunomiya Rugby Stadium, Tokio Widzów: 5 857 |
| 10 grudnia 200514:02 |                   | 16:10(8:3) |               | Chichibunomiya Rugby Stadium, Tokio Widzów: 5 857 |

| 10 grudnia 200514:00 | World Fighting Bull | 33:10(26:0) | Ricoh Black Rams | Kintetsu Hanazono Rugby Stadium, Higashiōsaka Widzów: 1 029 |
| 10 grudnia 200514:00 |                     | 33:10(26:0) |                  | Kintetsu Hanazono Rugby Stadium, Higashiōsaka Widzów: 1 029 |

| 11 grudnia 200513:00 | Fukuoka Sanix Blues | 10:48(3:20) | Suntory Sungoliath | KKWing Stadium, Kumamoto Widzów: 3 500 |
| 11 grudnia 200513:00 |                     | 10:48(3:20) |                    | KKWing Stadium, Kumamoto Widzów: 3 500 |

| 11 grudnia 200513:37 | Sanyo Wild Knights | 26:25(13:15) | Toyota Verblitz | Kose Sports Park Stadium, Kōfu Widzów: 4 540 |
| 11 grudnia 200513:37 |                    | 26:25(13:15) |                 | Kose Sports Park Stadium, Kōfu Widzów: 4 540 |

| 11 grudnia 200514:00 | Kobelco Steelers | 47:29(21:3) | Secom Rugguts | Ehime Prefectural Sports Park Stadium, Matsuyama Widzów: 3 018 |
| 11 grudnia 200514:00 |                  | 47:29(21:3) |               | Ehime Prefectural Sports Park Stadium, Matsuyama Widzów: 3 018 |

| 17 grudnia 200512:00 | NEC Green Rockets | 55:0(29:0) | Fukuoka Sanix Blues | Kintetsu Hanazono Rugby Stadium, Higashiōsaka Widzów: 1 415 |
| 17 grudnia 200512:00 |                   | 55:0(29:0) |                     | Kintetsu Hanazono Rugby Stadium, Higashiōsaka Widzów: 1 415 |

| 17 grudnia 200514:01 | Ricoh Black Rams | 7:43(0:15) | Suntory Sungoliath | Chichibunomiya Rugby Stadium, Tokio Widzów: 2 133 |
| 17 grudnia 200514:01 |                  | 7:43(0:15) |                    | Chichibunomiya Rugby Stadium, Tokio Widzów: 2 133 |

| 17 grudnia 200514:00 | Toyota Verblitz | 27:38(6:28) | Toshiba Brave Lupus | Kintetsu Hanazono Rugby Stadium, Higashiōsaka Widzów: 2 711 |
| 17 grudnia 200514:00 |                 | 27:38(6:28) |                     | Kintetsu Hanazono Rugby Stadium, Higashiōsaka Widzów: 2 711 |

| 18 grudnia 200513:03 | Sanyo Wild Knights | 7:24(0:21) | World Fighting Bull | Gunma Shikishima Soccer Stadium, Maebashi Widzów: 2 043 |
| 18 grudnia 200513:03 |                    | 7:24(0:21) |                     | Gunma Shikishima Soccer Stadium, Maebashi Widzów: 2 043 |

| 18 grudnia 200513:00 | Kubota Spears | 54:19(21:5) | Secom Rugguts | Tochigi Green Stadium, Utsunomiya Widzów: 3 300 |
| 18 grudnia 200513:00 |               | 54:19(21:5) |               | Tochigi Green Stadium, Utsunomiya Widzów: 3 300 |

| 18 grudnia 200513:00 | Yamaha Júbilo | 17:23(10:5) | Kobelco Steelers | Yamaha Stadium, Iwata Widzów: 11 616 |
| 18 grudnia 200513:00 |               | 17:23(10:5) |                  | Yamaha Stadium, Iwata Widzów: 11 616 |

| 23 grudnia 200514:02 | Suntory Sungoliath | 6:37(6:15) | Toshiba Brave Lupus | Ajinomoto Stadium, Chōfu Widzów: 5 679 |
| 23 grudnia 200514:02 |                    | 6:37(6:15) |                     | Ajinomoto Stadium, Chōfu Widzów: 5 679 |

| 24 grudnia 200512:01 | Ricoh Black Rams | 10:64(10:33) | Kubota Spears | Chichibunomiya Rugby Stadium, Tokio Widzów: 3 217 |
| 24 grudnia 200512:01 |                  | 10:64(10:33) |               | Chichibunomiya Rugby Stadium, Tokio Widzów: 3 217 |

| 24 grudnia 200514:01 | Yamaha Júbilo | 56:18(16:8) | Sanyo Wild Knights | Chichibunomiya Rugby Stadium, Tokio Widzów: 4 241 |
| 24 grudnia 200514:01 |               | 56:18(16:8) |                    | Chichibunomiya Rugby Stadium, Tokio Widzów: 4 241 |

| 24 grudnia 200514:03 | Kobelco Steelers | 26:15(14:12) | World Fighting Bull | Wing Stadium, Kobe Widzów: 5 136 |
| 24 grudnia 200514:03 |                  | 26:15(14:12) |                     | Wing Stadium, Kobe Widzów: 5 136 |

| 25 grudnia 200513:03 | Secom Rugguts | 49:14(14:0) | Fukuoka Sanix Blues | Kumagaya Rugby Ground, Kumagaya Widzów: 314 |
| 25 grudnia 200513:03 |               | 49:14(14:0) |                     | Kumagaya Rugby Ground, Kumagaya Widzów: 314 |

| 25 grudnia 200513:00 | Toyota Verblitz | 27:22(20:12) | NEC Green Rockets | Mizuho Rugby Stadium, Nagoja Widzów: 3 150 |
| 25 grudnia 200513:00 |                 | 27:22(20:12) |                   | Mizuho Rugby Stadium, Nagoja Widzów: 3 150 |

| 7 stycznia 200613:00 | Secom Rugguts | 26:56(12:14) | Sanyo Wild Knights | Kumagaya Rugby Ground, Kumagaya Widzów: 1 573 |
| 7 stycznia 200613:00 |               | 26:56(12:14) |                    | Kumagaya Rugby Ground, Kumagaya Widzów: 1 573 |

| 7 stycznia 200613:00 | Fukuoka Sanix Blues | 19:42(7:28) | Kubota Spears | Level-5 Stadium, Fukuoka Widzów: 1 210 |
| 7 stycznia 200613:00 |                     | 19:42(7:28) |               | Level-5 Stadium, Fukuoka Widzów: 1 210 |

| 9 stycznia 200612:03 | Suntory Sungoliath | 47:5(12:5) | World Fighting Bull | Chichibunomiya Rugby Stadium, Tokio Widzów: 4 696 |
| 9 stycznia 200612:03 |                    | 47:5(12:5) |                     | Chichibunomiya Rugby Stadium, Tokio Widzów: 4 696 |

| 9 stycznia 200614:07 | NEC Green Rockets | 20:5(12:5) | Toshiba Brave Lupus | Chichibunomiya Rugby Stadium, Tokio Widzów: 6 739 |
| 9 stycznia 200614:07 |                   | 20:5(12:5) |                     | Chichibunomiya Rugby Stadium, Tokio Widzów: 6 739 |

| 9 stycznia 200614:00 | Toyota Verblitz | 37:27(23:13) | Yamaha Júbilo | Mizuho Rugby Stadium, Nagoja Widzów: 3 150 |
| 9 stycznia 200614:00 |                 | 37:27(23:13) |               | Mizuho Rugby Stadium, Nagoja Widzów: 3 150 |

| 9 stycznia 200615:00 | Kobelco Steelers | 39:17(22:5) | Ricoh Black Rams | Wing Stadium, Kobe Widzów: 4 824 |
| 9 stycznia 200615:00 |                  | 39:17(22:5) |                  | Wing Stadium, Kobe Widzów: 4 824 |

## Microsoft Cup
|  |                     |                     |                    |                    |    |                     |                     |          |  |  |       |       |       |
|  | Ćwierćfinał         | Ćwierćfinał         | Ćwierćfinał        |                    |    | Półfinał            | Półfinał            | Półfinał |  |  | Finał | Finał | Finał |
|  | Ćwierćfinał         | Ćwierćfinał         | Ćwierćfinał        |                    |    | Półfinał            | Półfinał            | Półfinał |  |  | Finał | Finał | Finał |
|  | 22 stycznia 2006    |                     |                    |                    |    |                     |                     |          |  |  |       |       |       |
|  |                     |                     |                    |                    |    |                     |                     |          |  |  |       |       |       |
|  | Toshiba Brave Lupus | Toshiba Brave Lupus | 38                 |                    |    |                     |                     |          |  |  |       |       |       |
|  | Toshiba Brave Lupus | Toshiba Brave Lupus | 38                 | 29 stycznia 2006   |    |                     |                     |          |  |  |       |       |       |
|  | Kobelco Steelers    | Kobelco Steelers    | 7                  |                    |    |                     |                     |          |  |  |       |       |       |
|  | Kobelco Steelers    | Kobelco Steelers    | 7                  |                    |    | Toshiba Brave Lupus | Toshiba Brave Lupus | 23       |  |  |       |       |       |
|  | 22 stycznia 2006    |                     |                    |                    |    | Toshiba Brave Lupus | Toshiba Brave Lupus | 23       |  |  |       |       |       |
|  |                     |                     | NEC Green Rockets  | NEC Green Rockets  | 10 |                     |                     |          |  |  |       |       |       |
|  | Toyota Verblitz     | Toyota Verblitz     | NEC Green Rockets  | NEC Green Rockets  | 10 | 12                  |                     |          |  |  |       |       |       |
|  | Toyota Verblitz     | Toyota Verblitz     |                    |                    |    | 12                  | 05 lutego 2006      |          |  |  |       |       |       |
|  | NEC Green Rockets   | NEC Green Rockets   | 17                 |                    |    |                     |                     |          |  |  |       |       |       |
|  | NEC Green Rockets   | NEC Green Rockets   | 17                 |                    |    | Toshiba Brave Lupus | Toshiba Brave Lupus | 33       |  |  |       |       |       |
|  | 22 stycznia 2006    |                     |                    |                    |    | Toshiba Brave Lupus | Toshiba Brave Lupus | 33       |  |  |       |       |       |
|  |                     |                     | Suntory Sungoliath | Suntory Sungoliath | 18 |                     |                     |          |  |  |       |       |       |
|  | Suntory Sungoliath  | Suntory Sungoliath  | Suntory Sungoliath | Suntory Sungoliath | 18 | 35                  |                     |          |  |  |       |       |       |
|  | Suntory Sungoliath  | Suntory Sungoliath  | 29 stycznia 2006   |                    |    | 35                  |                     |          |  |  |       |       |       |
|  | Yamaha Júbilo       | Yamaha Júbilo       | 17                 |                    |    |                     |                     |          |  |  |       |       |       |
|  | Yamaha Júbilo       | Yamaha Júbilo       | 17                 |                    |    | Suntory Sungoliath  | Suntory Sungoliath  | 44       |  |  |       |       |       |
|  | 22 stycznia 2006    |                     |                    |                    |    | Suntory Sungoliath  | Suntory Sungoliath  | 44       |  |  |       |       |       |
|  |                     |                     | Kubota Spears      | Kubota Spears      | 25 |                     |                     |          |  |  |       |       |       |
|  | Kubota Spears       | Kubota Spears       | Kubota Spears      | Kubota Spears      | 25 | 40                  |                     |          |  |  |       |       |       |
|  | Kubota Spears       | Kubota Spears       |                    |                    |    |                     |                     |          |  |  |       |       |       |
|  | Sanyo Wild Knights  | Sanyo Wild Knights  | 24                 |                    |    |                     |                     |          |  |  |       |       |       |
|  | Sanyo Wild Knights  | Sanyo Wild Knights  | 24                 |                    |    |                     |                     |          |  |  |       |       |       |

| 22 stycznia 200614:01 | Toshiba Brave Lupus | 38:7(12:0) | Kobelco Steelers | Chichibunomiya Rugby Stadium, Tokio Widzów: 8 463 |
| 22 stycznia 200614:01 |                     | 38:7(12:0) |                  | Chichibunomiya Rugby Stadium, Tokio Widzów: 8 463 |

| 22 stycznia 200614:00 | Toyota Verblitz | 12:17(3:17) | NEC Green Rockets | Kintetsu Hanazono Rugby Stadium, Higashiōsaka Widzów: 4 758 |
| 22 stycznia 200614:00 |                 | 12:17(3:17) |                   | Kintetsu Hanazono Rugby Stadium, Higashiōsaka Widzów: 4 758 |

| 22 stycznia 200612:00 | Suntory Sungoliath | 35:17(17:0) | Yamaha Júbilo | Kintetsu Hanazono Rugby Stadium, Higashiōsaka Widzów: 4 166 |
| 22 stycznia 200612:00 |                    | 35:17(17:0) |               | Kintetsu Hanazono Rugby Stadium, Higashiōsaka Widzów: 4 166 |

| 22 stycznia 200612:03 | Kubota Spears | 40:24(28:14) | Sanyo Wild Knights | Chichibunomiya Rugby Stadium, Tokio Widzów: 6 360 |
| 22 stycznia 200612:03 |               | 40:24(28:14) |                    | Chichibunomiya Rugby Stadium, Tokio Widzów: 6 360 |

| 29 stycznia 200614:00 | Toshiba Brave Lupus | 23:10(13:3) | NEC Green Rockets | Chichibunomiya Rugby Stadium, Tokio Widzów: 9 746 |
| 29 stycznia 200614:00 |                     | 23:10(13:3) |                   | Chichibunomiya Rugby Stadium, Tokio Widzów: 9 746 |

| 29 stycznia 200614:00 | Suntory Sungoliath | 44:25(17:13) | Kubota Spears | Kintetsu Hanazono Rugby Stadium, Higashiōsaka Widzów: 4 034 |
| 29 stycznia 200614:00 |                    | 44:25(17:13) |               | Kintetsu Hanazono Rugby Stadium, Higashiōsaka Widzów: 4 034 |

| 5 lutego 200614:04 | Toshiba Brave Lupus | 33:18(28:6) | Suntory Sungoliath | Chichibunomiya Rugby Stadium, Tokio Widzów: 12 261 |
| 5 lutego 200614:04 |                     | 33:18(28:6) |                    | Chichibunomiya Rugby Stadium, Tokio Widzów: 12 261 |

## Baraże

### Challenge 2
| 15 stycznia 200614:01 | IBM Big Blue | 39:0(26:0) | Kintetsu Liners | Komazawa Olympic Park Stadium, Setagaya Widzów: 2 000 |
| 15 stycznia 200614:01 |              | 39:0(26:0) |                 | Komazawa Olympic Park Stadium, Setagaya Widzów: 2 000 |

| 21 stycznia 200614:00 | Coca Cola West Japan | 21:17(21:5) | IBM Big Blue | Level-5 Stadium, Fukuoka Widzów: 2 300 |
| 21 stycznia 200614:00 |                      | 21:17(21:5) |              | Level-5 Stadium, Fukuoka Widzów: 2 300 |

| 28 stycznia 200614:00 | Kintetsu Liners | 12:15(7:10) | Coca Cola West Japan | Kintetsu Hanazono Rugby Stadium, Higashiōsaka Widzów: 2 845 |
| 28 stycznia 200614:00 |                 | 12:15(7:10) |                      | Kintetsu Hanazono Rugby Stadium, Higashiōsaka Widzów: 2 845 |

Bezpośrednio do Top League awansowały zespoły IBM Big Blue i Coca Cola West Japan, drużyna Kintetsu Liners zyskała prawo gry w barażu z dwunastym zespołem obecnego sezonu.

### Challenge 1
| 15 stycznia 200612:01 | NTT East | 31:64(17:31) | Honda Heat | Komazawa Olympic Park Stadium, Setagaya Widzów: 1 425 |
| 15 stycznia 200612:01 |          | 31:64(17:31) |            | Komazawa Olympic Park Stadium, Setagaya Widzów: 1 425 |

| 21 stycznia 200612:00 | Kyuden | 31:15(14:5) | NTT East | Level-5 Stadium, Fukuoka Widzów: 2 300 |
| 21 stycznia 200612:00 |        | 31:15(14:5) |          | Level-5 Stadium, Fukuoka Widzów: 2 300 |

| 28 stycznia 200612:00 | Honda Heat | 39:26(22:7) | Kyuden | Kintetsu Hanazono Rugby Stadium, Higashiōsaka Widzów: 1 302 |
| 28 stycznia 200612:00 |            | 39:26(22:7) |        | Kintetsu Hanazono Rugby Stadium, Higashiōsaka Widzów: 1 302 |

Trzy zespoły walczyły o rozstawienie przed barażami.

### Baraże
| 11 lutego 200612:00 | Ricoh Black Rams | 34:20(17:7) | Honda Heat | Chichibunomiya Rugby Stadium, Tokio Widzów: 2 898 |
| 11 lutego 200612:00 |                  | 34:20(17:7) |            | Chichibunomiya Rugby Stadium, Tokio Widzów: 2 898 |

| 11 lutego 200613:00 | World Fighting Bull | 50:8(0:3) | NTT East | Kintetsu Hanazono Rugby Stadium, Higashiōsaka Widzów: 855 |
| 11 lutego 200613:00 |                     | 50:8(0:3) |          | Kintetsu Hanazono Rugby Stadium, Higashiōsaka Widzów: 855 |

| 11 lutego 200613:00 | Fukuoka Sanix Blues | 46:20(13:13) | Kintetsu Liners | Level-5 Stadium, Fukuoka Widzów: 1 220 |
| 11 lutego 200613:00 |                     | 46:20(13:13) |                 | Level-5 Stadium, Fukuoka Widzów: 1 220 |

| 11 lutego 200614:01 | Secom Rugguts | 31:20(7:15) | Kyuden | Chichibunomiya Rugby Stadium, Tokio Widzów: 4 004 |
| 11 lutego 200614:01 |               | 31:20(7:15) |        | Chichibunomiya Rugby Stadium, Tokio Widzów: 4 004 |

Wszystkie walczące o utrzymanie zespoły zwyciężyły w swoich barażowych pojedynkach.

## Wyróżnienia indywidualne

### Najlepsza piętnastka sezonu
| Poz. |  | Zawodnik          |
| ---- |  | ----------------- |
| F    |  | Hiroshi Takahashi |
| M    |  | Mitsugu Yamamoto  |
| F    |  | Kenji Kasai       |
| Wsp  |  | Ryota Asano       |
| Wsp  |  | Takanori Kumagae  |
| R    |  | Yasunori Watanabe |
| R    |  | Glen Marsh        |
| WM   |  | Takuro Miuchi     |

| Poz. |  | Zawodnik          |
| ---- |  | ----------------- |
| ŁM   |  | Shota Goto        |
| ŁA   |  | Tony Brown        |
| S    |  | Hirotoki Onozawa  |
| Ś    |  | Scott McLeod      |
| Ś    |  | Tomokazu Yamauchi |
| S    |  | Daisuke Ohata     |
| O    |  | Goshi Tachikawa   |

### Najlepiej punktujący
| Punkty | Nazwisko        | Drużyna            | Przyłożenia | Podwyższenia | Karne | Dropgole |
| ------ | --------------- | ------------------ | ----------- | ------------ | ----- | -------- |
| 181    | Keiji Hirose    | Toyota Verblitz    | 3           | 50           | 22    | 0        |
| 98     | Tony Brown      | Sanyo Wild Knights | 0           | 22           | 18    | 0        |
| 92     | Nathan Williams | Yamaha Júbilo      | 7           | 21           | 5     | 0        |
| 88     | Brendan Laney   | Yamaha Júbilo      | 5           | 15           | 10    | 1        |
| 77     | Tatsuya Nagai   | Secom Rugguts      | 0           | 28           | 7     | 0        |

| Poz. | Nazwisko        | Drużyna            | Przyłożenia |
| ---- | --------------- | ------------------ | ----------- |
| 1    | Damian McInally | Kubota Spears      | 10          |
| =    | Sene Ta'ala     | Secom Rugguts      | 10          |
| 3    | Takashi Yoshida | Sanyo Wild Knights | 8           |
| =    | Atsuyuki Tsujii | Yamaha Júbilo      | 8           |
| =    | Orene Ai'i      | Toyota Verblitz    | 8           |

### Pozostałe nagrody
- MVP ligi – Goshi Tachikawa
- MVP Microsoft Cup – Scott McLeod
- nowicjusz ligi – Shota Goto
- najlepszy sędzia – Aida Shinji